# اختبار البطن الوداجي
التخصص ؛ داخلية (صدرية أو قلبية)
اختبار البطن الوداجي (الاسم العلمي: Abdominojugular test) يُعرف أيضًا بالجزر البطني الوداجي، وهو فحص بدني يفيد في تشخيص الاختلال الوظيفي للبطين الأيمن وخصوصًا فشل البطين الأيمن.
حيث ينشأ قصور البطين الأيمن من وجود صمات خثارية في الرئتين(انسداد شرياني )
يستخدم هذا الاختبار في قياس ضغط الوريد الوداجي من خلال تمدد الوريد الوداجي الباطن. تتناسب  إيجابية الاختبار مع ضغط الشريان الرئوي، ويدل ذلك على وجود مشاكل في الجانب الأيمن من القلب وخصوصاً فشل البطين الأيمن.

## الإجراء
يطلب من المريض أن ينام بزاوية 30 درجة مع انحناء رأسه 45 درجة ناحية اليسار، مع تسليط ضوء ضعيف على منطقة الرقبة حتى يمكن رؤية الوريد الوداجي الباطن. يجب مراعاة عدم الخلط بين الوريد الوداجي الباطن والوريد الوداجي الظاهر أو الشريان السباتي المشترك حيث تكون نبضات الوريد الوداجي الظاهر مرئية أمام العين لأنها تكون سطحية أكثر والشريان السباتي الباطن لا يمكن ايقاف نبضه بالضغط عليه .
تقع كامل الجملة (السباتي المشترك والوريد الوداجي الباطن والعصب المبهم ضمن غمد ليفي يدعى الغمد السباتي الذي يقع في الرقبة عميقا من العضلة القترائية في منتصفها )
في المرضى الذين يعانون من احتقان القلب الأيمن الشديد قد لا تكون ملاحظة الوداجي الباطن ممكنة نظرًا لتمدده حتى أعلى الرقبة والجمجمة وقد يمكن رؤية النبض عند الزاوية الخلفية للعظم الفكي السفلي .
يضغط الطبيب بقوة على الربع العلوي الأيمن من البطن (فوق الكبد) أو في منتصف البطن لمدة 10 ثواني بضغط يتراوح بين 20 إلى 35 مللي متر زئبق وذلك أثناء ملاحظة انتفاخ الوريد الوداجي الباطن في الرقبة وأيضاً للتأكد من أن المريض لا يقوم بعمل مناورة فالسالفا.
في الأشخاص الاصحاء ضغط الوريد الوداجي يبقى ثابت أو يرتفع قليلاً فترة نبضة قلب أو نبضتين. وسلبية هذا الاختبار تعني عدم انتفاخ الوريد الوداجي، ويحدث هذا في متلازمة بود كياري.
إيجابية الاختبار تعني استمرار ارتفاع الضغط داخل الوريد ل 3 سنتيميتر أو أكثر أو انخفاض الضغط ل 4 سنتيمتر أو أكثر بعد إزالة الضغط بواسطة الطبيب المعالج.
تتراوح حساسية هذا الاختبار من 24% إلى 72%.
و تتراوح نوعيته من 93 % إلى 96%.
يمكن تفسير التباين الكبير في حساسية الاختبار نتيجة لظروف تطبيق الاختبار حيث أن الاختبارات التي أجريت في مركز القلب مع توفير الظروف الملائمة كانت ذات القيمة الأعلى، بينما كانت القيمة الأقل من الدراسات في قسم الطوارئ.